# Alpha Serpentis
Désignations
Alpha Serpentis (α Ser / α Serpentis) est l'étoile la plus brillante de la constellation du Serpent, localisée dans sa tête (Serpens Caput). Alpha Serpentis porte également les noms traditionnels d'Unukalhai (avec comme variantes Unukalhay, Unuk al Hay, Unuk Elhai, Unuk), de l'arabe عنق الحية  cunuq[u] al-ħayya[h] signifiant "[le] cou du serpent", et Cor Serpentis, une expression latine signifiant "le cœur du serpent". Alpha Serpentis est située à environ 73,2 années-lumière de la Terre.
Alpha Serpentis est une géante orange de type K2III avec une magnitude apparente de +2,63. Elle possède une luminosité 70 fois plus importante que le Soleil et une température de surface de 4 300 kelvins. Son rayon est environ 15 fois plus grand que celui du Soleil.
L'étoile est une variable semi-régulière suspectée, avec une variation d'une amplitude de 0,2 magnitude.
Alpha Serpentis possède deux compagnons recensés dans les catalogues d'étoiles doubles et multiples. Ils sont purement optiques. L'étoile désignée Alpha Serpentis B, d'une magnitude de magnitude +11,8, est à 57,6 secondes d'arc d'Alpha Serpentis, tandis que la dernière étoile, de 14e magnitude et désignée Alpha Serpentis C, est à 2,3 minutes d'arc.